# Deinostema
Deinostema je biljni rod jednogodišnjeg raslinja iz porodice trpučevki  (Plantaginaceae). Pripada mu dvije vrste rasprostranjene od Ruskog dalekog istoka na sjeveru do Japana i Kine na jugu.

## Opis
Jednogodišnje je zeljasto bilje. Listovi nasuprotni, sjedeći. Cvjetovi pojedinačni, aksilarni. Brakteole odsutne. Čaška 5-režnjevita gotovo do baze. Vjenčić uočljivo 2 usne; donja usna 3(ili 4)-režnjevita, razvučena; gornja usna 2-režnjevita, kraća od donje usne. Plodnih prašnika 2, straga; niti apikalno iskrivljene; prašnici dlakavi; staminodi 2, straga, gotovo posve reducirani. Kapsula septifragalna. Sjeme elipsoidno; sjemena ovojnica mrežasta. U Kini su prisutne obje vrste

## Vrste
1. Deinostema adenocaula (Maxim.) T.Yamaz.
2. Deinostema violacea (Maxim.) T.Yamaz.;